# Bajhang
Der Distrikt Bajhang (Nepali बझाङ जिल्ला Bajhāng Jillā) ist einer von 77 Distrikten in Nepal und gehört seit der Verfassung von 2015 zur Provinz Sudurpashchim.

## Geschichte
Er lag bis zum Jahr 2015 in der Verwaltungszone Seti.

## Geographie
Der Oberlauf des Seti durchfließt den Distrikt in überwiegend südsüdwestlicher Richtung. Im äußersten Norden des Distrikts befindet sich das Himalaya-Gebirgsmassiv Gurans Himal.
Der Verwaltungssitz liegt in der ehemaligen VDC Chainpur, jetzt Teil der Munizipalität Jayaprithvi.
Bajhang gehörte im Jahr 2017 mit einem Wert des Human Development Index von weniger als 0,4 zu den zehn ärmsten und unterentwickeltsten Distrikten Nepals.

## Einwohner
Bei der Volkszählung 2001 hatte er 167.026 Einwohner; 2011 waren es 195.159.

## Verwaltungsgliederung
Städte (Munizipalitäten) im Distrikt Bajhang:
- Jayaprithvi
- Bungal

Gaunpalikas (Landgemeinden):
- Talkot
- Masta
- Khaptadchhanna
- Thalara
- Bitthadchir
- Surma
- Chhabispathivera
- Durgathali
- Kedarsyu
- Saipal[5]

Bis zum Jahr 2017 wurde der Distrikt in die folgenden Village Development Committees (VDCs) unterteilt:
- Banjh
- Bhairab Nath
- Bhamchaur
- Bhatekhola
- Byasi
- Chaudhari
- Dahabagar
- Dangaji
- Dantola
- Daulichaur
- Deulekh
- Deulikot
- Dhamena
- Gadaraya
- Kadal
- Kailash
- Kalukheti
- Kanda
- Kaphalaseri
- Khiratadi
- Koiralakot
- Kot Bhairab
- Kotdewal
- Lamatola
- Lekhgaun
- Majhigaun
- Malumela
- Mashdev
- Matela
- Maulali
- Melbisauni
- Parakatne
- Patadewal
- Pauwagadhi
- Pipalkot
- Rayal
- Rilu
- Sainpasela
- Sunikot
- Sunkuda
- Surma
- Syandi
- Thalara